# محمود تهرانی
محمود تهرانی هنرپیشه اهل ایران است. او با فیلم تلویزیونی ببر مازندران  کار خود را در سینما آغاز کرد.

## فیلم‌شناسی
- رضا موتوری
- کوچه مردها
- برادرکشی
- بی‌حجاب
- دیار عاشقان
- تلافی
- آتش جنوب
- بابا گلی به جمالت
- جایزه
- مادر جونم عاشق شده
- پلنگ در شب
- دختر نگو، بلا بگو
- دفاع از ناموس
- سارق
- عبور از مرز زندگی
- غلام زنگی
- ابرمرد
- جوجه فکلی
- گلنسا در پاریس
- بیگانه
- پسرخوانده
- ساعت فاجعه
- عطش
- گذر اکبر
- مردی در طوفان
- ملا ممد جان
- نوبر اصفهان
- ببر مازندران
- انتقام مرزبار (۱۳۵۷)
- پسر محبوبم (۱۳۵۷)